# Eleonora Aragońska (córka Ferdynanda I)
Eleonora Aragońska, port. Leonor de Aragão, Rainha de Portugal (ur. ok. 1402, zm. 19 lutego 1445) – infantka aragońska, królowa portugalska.
Urodziła się jako druga córka Ferdynanda I Sprawiedliwego i jego żony Eleonory z Alburquerque. 22 września 1428 poślubiła przyszłego króla Portugalii – Edwarda I Aviz (port. Duarte). Para miała razem dziewięcioro dzieci, z których pięcioro przeżyło dzieciństwo:
- Jana (październik 1429 – 14 sierpnia 1433),
- Filipę (27 listopada 1430 – 24 marca 1439),
- Alfonsa V (15 stycznia 1432 – 28 sierpnia 1481), króla Portugalii,
- Marię (7 grudnia 1432 – 8 grudnia 1432),
- Ferdynanda (17 listopada 1433 – 18 września 1470), księcia Viseu, ojca królowej Eleonory de Viseu i króla Manuela I,
- Eleonorę Helenę Avis (18 września 1434 – 3 września 1467), cesarzową niemiecką i żonę Fryderyka III Habsburga,
- Edwarda (ur. i zm. 12 lipca 1435),
- Katarzynę (26 listopada 1436 – 17 czerwca 1463),
- Joannę (31 marca 1439 – 13 czerwca 1475), królową Kastylii i żonę Henryka IV Bezsilnego, matkę Joanny la Beltraneja.

## Regentka
Mąż Eleonory zmarł 13 września 1438 w czasie zarazy, a w swojej ostatniej woli wyznaczył Eleonorę na regentkę. Portugalscy poddani jednak nie lubili Eleonory, nie podobało im się również, że jest ona Aragonką, i woleli aby regentem został brat zmarłego króla – Piotr, książę Coimbra. Negocjacje w sprawie kompromisowego wyjścia z sytuacji przeciągały się. Zakłócali je hrabia Barcelos i arcybiskup Lizbony, skomplikował je fakt, że w marcu 1439 Eleonora urodziła pogrobową córkę, a jeszcze w tym samym miesiącu zmarła jej najstarsza córka - Filipa.
Wreszcie Kortezy mianowały jedynym regentem Piotra. Eleonora zaś dalej spiskowała i w grudniu 1440 została zmuszona do udania się na wygnanie do Kastylii. Zmarła w Toledo, a pochowano ją w Batalha, w Portugalii.